# حرب سوندرباند
حرب سوندرباند (التحالف المنفصل) عام 1847 هي حرب أهلية في سويسرا، بقيت بعدها كونفدرالية مفككة من الكانتونات (الولايات). نشأت بعد تشكيل سبع كانتونات كاثوليكية السوندربند («التحالف المنفصل») عام 1845 لحماية مصالحهم من عملية مركزة السلطة؛ وقد انتهت الحرب بهزيمة هذا التحالف، ونتج عنها صعود سويسرا كدولة فدرالية، منهية فترة «التصحيح والبعث» السياسي في سويسرا.
تكون التحالف من كانتونات لوسيرن وفريبورغ وفالايس ويوري وشوايز وأونتيروالدين وزوغ، وجميعها تسود فيها الكاثوليكية ويديرها حكام محافظون. أما الكانتونات تيسينو وسولوثورن فقد كانت تسود فيها الكاثوليكية أيضا لكن يديرها حكام ليبراليون ولم تنضم للتحالف.
بعد أن أعلن تاغزاتزونغ (المجلش التشريعي الاتحادي) بأن التحالف المنفصل غير دستوري وأمر بحله بالقوة؛ قاد الجنرال غويلوم هنري دوفور الجيش الاتحادي المؤلف من 100 ألف عنصر وهزم السوندربند التي يقودها جوان أولريخ فون ساليس سوغليو في حملة امتدت لأسابيع قليلة، من 3 تشرين الثاني حتى 29 تشرين الثاني، وأدت إلى مقتل أقل من 100 شخص. أمر قواته بالعناية بالجرحى معجلا في تشكيل الصليب الأحمر الذي شارك فيه بعد سنوات قليلة. نشبت عمليات قتال رئيسية في فريبورغ وغيلتويل ولونيرن ولوسيرن وأخيرا في غيزيكون وميرسكابل وشوبفهيم، استسلمت بعدها لوسيرن في 24 تشرين الثاني، واستسلم باقي السونديربند بدون مقاومة مسلحة في الأسابيع التالية.

## خلفية
نال الحزب الراديكالي (الليبرالي التقدمي) الحر الديمقراطي السويسري، الذي كان مكونا بشكل رئيسي من البرجوازيين والسكان المدنيين وكان قويا في الكانتونات البروتستانتية بغالبها، نال الغالبية في المجلس التشريعي الاتحادي (تاغزاتزونغ) في أوائل أربعينيات القرن التاسع عشر. قدم دستورا جديدا للكونفدرالية السويسرية الذي كان سيدفع الكانتونات المتعددة إلى علاقة أقرب. وفي عام 1843، عارض المشاركون المحافظون من المدينة والجبل من كانتونات كاثوليكية بغالبها الدستور الجديد، واجتمعت هذه الكانتونات لتشكل السوندربند عام 1945. ضم الدستور الجديد المطروح بالإضافة إلى مركزية الدولة السويسرية حماية للتجارة وإجراءات إصلاحية تقدمية أخرى.
انتهى تحالف السوندربند بعد تشكل المجلش التشريعي مع موافقة غالبية الكانتونات، وأخذ إجراءات ضد الكنيسة الكاثوليكية الرومانية كإغلاق الأديرة والرهبانيات في آرغاو عام 1841، ومصادرة ممتلكاتها. وعندما قام كانتون لوسيرن بالرد بالمثل ودعا اليسوعيين لترأس التعليم فيها بذات السنة، غزت مجموعات راديكالية مسلحة الكانتون، وهذا ما أدى إلى ثورة بمعظمها لأن الكانتونات الريفية كانت معاقل المؤيدين لسلطة البابا المطلقة.
صوتت الغالبية الليبراللية من التاغزاتزونغ على أمر حل السوندربند في 21 تشرين الأول 1847، حيث اعتبرت السوندربند انتهاكا للفقرة 6 من المعاهدة الاتحادية لعام 1815التي شددت على منع مثل هذه التحالفات المنفصلة. استنهض الجيش الكونفدرالي ضد أعضاء السوندربند، وكان مكونا من جنود ينتمون إلى جميع الكانتونات الأخرى عدا نيوشاتيل وأبينزيل إينرهودن (التي بقيت محايدة).
وفقا لاتفاقية فيينا 1815، ضمنت السلطات الرئيسية الدستور السويسري الجديد وكان لها الحق في التدخل إذا اتفق الجميع على ضرورة ذلك. وفي هذا الوقت كانت النمسا وفرنسا قوى كاثوليكية محافظة وأرادت مساعدة المحافظين السويسريين. قدمت النمسا بالفعل بعض المال والعتاد، واختلفت مع فرنسا على مايجب فعله بالضبط. وعندما توافقوا أخيرا، عارض اللورد بالميرستون رئيس وزراء بريطانيا أي تدخل، لأنه فضل القضية الليبرالية وأراد إبعاد اليسوعيين؛ ولم يكن هناك أي تدخل أجنبي هام.

## الصراع

### الاستعداد للحرب

#### قوات سوندربند
بقيت مسألة القيادة لفترة طويلة دون حل في السوندربند. قام رجل التحالف القوي قسطنطين سيغوارت ميولر من لورينس أولا باقتراح تعيين أجنبي (وقد ذكر كل من ديزيدري تشالبوسكي من بولندا وفريدريك فون شوارزنبرغ من النمسا) لكن مجلس الحلفاء أصر على قائد سويسري. وقد تم التفكير بالجنرال لودويغ فون سوننبرغ والكولونيل فيليب دي ميلاردوز من فريبورغ، لكن المجلس انتخب في النهاية غويلوم دي كاربينماتن من فالايز، وبعد رفضه للمنصب (حيث قاد لاحقا قوات فالايز) انتخب الكولونيل جان أولريخ دي ساليس سوغليو من غريسونز وتقلد المنصب حالفا اليمين بمرتبة القائد الأعلى في 15 كانون الثاني 1847 وعين فرانز فون إيلغر رئيسا للأركان. ورغم كون ساليس سوغليو بروتستانتيا، لكنه كان محافظا وفيا ومعارضا للراديكاليين الليبراليين الذين يسيطرون الآن على «بقية الكونفدرالية».
سعت كانتونات السوندربند عدا لوسيرن وفريبورغ ونالت موافقة المجالس التشريعية العامة فيها على التجنيد العام. جرى التصويت في 26 أيلول (في شويز) و3 تشرين الأول (في يوري وزوغ) و10 تشرين الأول (في نيدوالدن وأوبوالدن وفالايز)، وبدأت تعبئة القوات في 16 تشرين الأول وانتهت في 19 تشرين الأول.
كما شيدت العديد من التحصينات في تشرين الأول على حدود السوندربند، وأبرزها في فالايز، حيث احتشدت قوات كالبيرماتينز في نهاية تشرين الأول بين سانت موريس وسانت غينغولف، مع فكرة غزو تشابلايز في فاود.

##### الجيش الاتحادي
انتخب المجلس التشريعي الاتحادي في 21 تشرين الأول عام 1847 الجنرال غويلوم هينري دوفور من جنيف كرئيس لأركان الجيش الاتحادي، رغم تمنعه وجهود حكومة بيرنيس لتعيين أولريخ أوتشسينبين في هذا المنصب. وفي رسالة القبول التي كتبها دوفور للمجلس التشريعي في 22 تشرين الأول، شدد على أنه «سيفعل أي شيء لتخفيف أضرار الحرب الحتمية».
وفي 24 تشرين الأول ومباشرة قبل أداء قسم المنصب، طلب دوفور توضيحات بخصوص أوامره (التي كتبت بالألمانية)، وبعد ملاحظات غير محسوبة لممثل فاود جوليس إيتيل، رفض المنصب وغادر اجتماع المجلس التشريعي. استغرق الأمر جلستين مغلقتين وبعثة من من ممثلي جنيف لإقناع دوفور بإعادة التفكير وليؤدي قسم اليمين في 25 تشرين الأول.
وبعد نشر بلاغ في 26 تشرين الأول، عين دوفور قادة فرق وهم: بيتر لودويغ فون دوناتز (غرزونز) وجوانيس بوركهاردت وإيدوارد زيغلر (زيوريخ) من بين المحافظين، ولويس ريليت دي كونستانت (فاود) ودومينيك غمور وجياكومو لوفيني (تيسينو) وأوخينبين (بيرن) من بين الراديكاليين. وفي 30 تشرين الأول، أصدر المجلس التشريعي أمرا بالتعبئة العامة للجيش، وفي 4 تشرين الثاني حل الجيش السوندربند تنفيذا لقرار المجلس.